# (1996) Adams
Pour les articles homonymes, voir Adams.
(1996) Adams est un astéroïde de la ceinture principale.
Il a été ainsi baptisé en hommage à John Couch Adams (1819-1892), mathématicien anglais. Il a une magnitude absolue de 12,1.